# Hội họa dân gian Việt Nam
Hội họa dân gian Việt Nam là thuật ngữ mô tả một loại hình mỹ thuật dân gian đã hiện diện từ rất lâu đời tại Việt Nam và thường được sáng tác bởi các họa sĩ khuyết danh.

## Lịch sử
Tranh dân gian Việt Nam có lịch sử rất lâu đời, đã từng có thời gian phát triển rất mạnh mẽ, ngày nay nó có phần giảm sút nhưng vẫn còn được giữ gìn bảo tồn trong một số làng nghề và một số gia đình làm tranh. Về cơ bản có hai loại tranh chính là tranh Tết và tranh thờ. Sở dĩ chúng xuất hiện rất sớm là bởi vì nó với hai loại chính là tranh tết và tranh thờ xuất hiện gần như cùng lúc với tín ngưỡng thờ cúng tổ tiên của người Việt và việc thần thánh hóa các hiện tượng tự nhiên.
Vào thời nhà Lý (thế kỷ 12) đã bắt đầu xuất hiện những gia đình hay thậm chí là cả một làng chuyên làm khắc ván, làm tranh. Đến cuối đời nhà Trần nhiều nơi đã in được tiền giấy (là một cách thể hiện của tranh dân gian) và sang đời nhà Hồ tiền giấy đã được phát triển mạnh.
Tời thời kỳ Lê sơ việc in khắc tranh đã được tiếp thu thêm kỹ thuật khắc ván in của Trung Quốc và sau khi vào Việt Nam đã được cải tiến thêm cho phù hợp. Cùng với đó là sự phân hoá của tranh dân gian xuất hiện ngày càng rõ nét.
Đến đời nhà Mạc (thế kỷ 16) một thay đổi đặc biệt đã xảy ra, tranh dân gian không còn là sản phẩm riêng của những người nông dân nghèo khó nữa, mà đã được cả tầng lớp quý tộc ở kinh thành Thăng Long ưa thích, thường sử dụng vào dịp Tết Nguyên Đán.
Sang thế kỷ 18 - 19, tranh dân gian đã dần đi vào giai đoạn ổn định và phát triển mạnh mẽ. Nghề làm tranh đã lan truyền rộng rãi hầu khắp cả nước. Cùng với đó là sự phân hóa, những dòng tranh mới xuất hiện, được gọi tên theo địa danh nơi sản xuất, đã có những phong cách riêng của mình. Nét riêng của mỗi dòng tranh được thể hiện ngay từ quy trình làm tranh cũng như trong mỗi đường nét của tranh. Đó là sự khác biệt giữa kỹ thuật khắc ván in, kỹ thuật vẽ, nguyên liệu làm tranh, cách pha chế tạo màu sắc riêng...

## Đặc điểm
Tranh dân gian Việt Nam dù có nhiều dòng tranh khác nhau nhưng nhìn chung đều được dựng hình theo kiểu lấy các nét khoanh, lấy các mảng màu và bao lại toàn hình. Các thành phần trong tranh không có một điểm nhìn cố định mà hầu hết được thiết kế để có thể quan sát di động, từ nhiều góc độ khác nhau. Cách tạo màu cũng vậy, tất cả đều nhằm làm cho bức tranh thật dễ nhìn.

### Cách vẽ, in ấn
Do đặc điểm của tranh dân gian là để phục vụ đời sống văn hóa tinh thần của nhân dân, phục vụ việc thờ cúng, trang hoàng cho ngày Tết cho nên cần phải có số lượng lớn mà giá cả không được đắt. Vì thế mà người làm tranh đã sử dụng phương pháp khắc ván rồi từ đó sao in ra nhiều bức tranh.
Nhìn chung cách in tranh chủ yếu là sử dụng ván khắc. Các bản ván khắc chủ yếu làm từ gỗ. Đầu tiên nghệ nhân sẽ khắc lên bản gỗ đường nổi thể hiện những đường nét chính của tranh, sau này khi in tranh ra giấy, người làm tranh lại tiếp tục tô vẽ để hoàn thiện bức tranh đó, còn đối với một số tranh đơn giản thì người thợ không cần tô vẽ thêm nữa mà tranh được đưa ra khi in xong. Nghệ thuật in tranh qua các bản gỗ khắc nổi xuất hiện từ xa xưa, được lưu truyền từ đời nay qua đời khác.
Ngoài các dòng tranh sử dụng phương pháp khắc thì còn có những bức tranh vẽ tay của các nghệ nhân. Phương pháp vẽ tranh trực tiếp này chủ yếu được dùng ở vùng các dân tộc thiểu số ở vùng núi miền Bắc như người: Tày, Nùng, Dao...

### Nguyên liệu và cách tạo màu cho tranh có 3 loại
Tranh thường được in hoặc vẽ trực tiếp lên giấy. Loại giấy phổ biến thường được các dòng tranh dùng hơn cả là giấy dó. Từ loại giấy này có thể làm ra giấy điệp, loại giấy mà tranh Đông Hồ sử dụng in hình. Đặc điểm của loại giấy này là độ bền rất cao, mà lại xốp nhẹ, không nhoè khi viết vẽ, ít bị mối mọt, hoặc giòn gãy, ẩm nát. Với đặc tính chống ẩm rất cao, giấy dó giúp cho các bức tranh không bị ẩm mốc, trường tồn cùng thời gian.
Mỗi dòng tranh thường có cách tạo màu, pha chế màu sắc riêng, nhưng nhìn chung thì màu sắc cho những bức tranh thường được tạo nên từ những nguyên liệu đơn giản, dân dã bằng rất nhiều phương pháp khác nhau.
Ví dụ như trong tranh Đông Hồ, thường chỉ có 3 đến 4 màu mà thôi, màu sắc được tạo nên từ:
- Than xoan tạo màu đen,
- Rỉ đồng tạo màu xanh,
- Hoa hòe tạo màu đỏ,
- Lá chàm tạo màu xanh mát,
- Màu vàng ấm lấy từ hoa hoè hay quả dành dành,
- Màu trắng óng ánh thì dùng vỏ trai điệp ở biển nghiền mịn
- Màu đen của tranh được làm từ tro rơm nếp hay tro lá tre được đốt và ủ kỹ,
- Màu vàng cũng tạo nên từ hoa hoè,
- Màu son của sỏi đồi tán nhuyễn.

Những màu sắc đó lại được pha với dung dịch hồ nếp cổ truyền tạo cho tranh Đông Hồ một vẻ óng ả và trong trẻo. 
+ màu sắc trong tranh Hàng Trống: thường chỉ có 3 đến 5 màu, màu sắc dùng phẩm màu để vẽ.

### Bố cục của tranh
Hầu hết tranh dân gian được vẽ theo quan niệm "sống" hơn "giống". Đường nét của mỗi bức tranh hết sức gạn lọc, thuần khiết, cốt sao rung cảm thẩm mỹ cho người xem hơn là vẽ đúng luật. Các thành phần trong tranh không có một điểm nhìn cố định mà hầu hết được thiết kế để có thể quan sát di động, từ nhiều góc độ khác nhau.

## Đề tài và nội dung của tranh dân gian
Do ra đời để đáp ứng nhu cầu văn hóa tinh thần của người dân, gắn bó chặt chẽ với đời sống thường nhật của người dân nơi thôn dã cho nên đề tài của tranh hết sức phong phú. Tranh phản ánh từ những gì gần gũi, thân thiết nhất với người dân cho đến những điều thiêng liêng cao quý trong các tranh thờ.
Những truyện Nôm như Truyện Kiều và Nhị Độ Mai cũng được dùng làm đề tài tranh. Truyện Kiều thì có cảnh ba chị em đi tảo mộ gặp Kim trọng. Nhị Đọ Mai thì vẽ cảnh Hạnh Nguyên đi cống Hồ.
Những đề tài dân dã như: cóc, chuột, đàn gà, hái dừa, đánh ghen, khiêng trống, đánh vật... Cùng tồn tại với những đề tài như: Phú Quý, Tố Nữ,...
Lịch sử Việt Nam cũng là một đề tài được tranh dân gian đề cập đến rất nhiều, như: bà Trưng Trắc cưỡi voi xung trận, Ngô Quyền đánh quân Nam Hán, Đinh Bộ Lĩnh cờ lau tập trận... rồi sang thời kỳ lịch sử hiện đại có Việt Nam độc lập, bình dân học vụ, bắt sống giặc lái máy bay, Bác Hồ về thăm làng...
Nội dung của tranh cũng hết sức phong phú, đa dạng. Mỗi bức tranh đều mang một ý nghĩa nhân sinh riêng, biểu hiện nhiều góc độ tâm trạng của con người, mang trong nó là cả những ước vọng của người dân, từ những ước mong giản dị cho tới những điều cao quý. Đó có thể là mong ước về một cuộc sống no ấm của nhà nông với sự thể hiện của tranh "Mẹ con đàn lợn", hay sự thể hiện ý chí kiên cường bất khuất của đấng nam nhi với "Tranh gà trống" sặc sỡ và oai vệ, và nó cũng thể hiện cho 5 đức tính quý của con người: văn (vẻ đẹp – mào gà), vũ (cứng rắn – cựa gà), nhân (lòng thương yêu đồng loại – khi kiếm được mồi luôn gọi đàn đến cùng ăn), dũng (sức mạnh – gặp kẻ thù thì kiên quyết chống lại), tín (hàng ngày báo giờ rất đúng). Tranh gà đẹp và ý nghĩa như thế, nên nhà thơ Đoàn Văn Cừ đã viết trong bài thơ Chợ têt: "Lũ trẻ còn mải ngắm bức tranh gà/ Quên cả chị bên đường đang đứng gọi".
Còn tranh "Đám cưới chuột" lại là một minh chứng sống động và hóm hỉnh cho quan hệ mạnh hiếp yếu trong xã hội. Chuột làm đám cưới phải lo lễ vật cống cho mèo, cầu xin mèo để yên cho đám cưới được tiến hành.
Dù được thể hiện dưới nhiều hình thức khác nhau, nhưng tranh dân gian của các dòng tranh đều có điểm giống nhau là luôn đề cao cái đẹp, đề cao đạo lý làm người, giáo dục những phẩm chất tốt và cầu mong những điều tốt đẹp trong cuộc sống.
Về nội dung, tranh dân gian Việt Nam có thể chia 4 nhóm: 
1. Tranh thờ: được các trung tâm làm tranh dân gian dành một tỉ lệ lớn. Sử dụng ở các chùa, đền, điện, phủ và nhà dân để canh gác, trừ tà, yểm quỷ ("Vũ Đình - Thiên Ất", "Tiến Tài - Tiến Lộc", "Táo quân - Thổ công", "Ngũ Hổ"...). Tranh làng Sình (Huế), Đồ Thế (Nam Bộ) - theo mê tín để đốt thế mạng cho người sống;
2. Tranh chúc tụng: chủ yếu là tranh Tết ("Gà - Lợn", "Thất Đồng", "Tam Đa"...);
3. Tranh sinh hoạt: phong phú, vui vẻ, đôi khi có tính châm biếm nhẹ nhàng ("Tứ quý", "Tứ dân", "Đánh ghen", "Hứng dừa"...);
4. Tranh minh hoạ - lịch sử: được chọn lọc để miêu tả lý thú ("Truyện Kiều", "Trê - Cóc", "Bà Triệu cưỡi voi", Ngô Quyền, Trần Hưng Đạo...).

## Những dòng tranh chính
Cùng với những đổi thay của đất nước, tranh dân gian cũng vậy, có nhiều dòng tranh xuất hiện. Có dòng tranh thì phát triển mạnh mẽ nhưng cũng có những dòng tranh nhanh chóng biến mất. Ngày nay, dù thời gian đã làm mai một đi, các dòng tranh dân gian hiện không còn ở thời kỳ cực thịnh, nhưng những giá trị to lớn của mỗi dòng tranh vẫn còn đó, như là một chứng tích của xã hội Việt Nam một thời, nó sẽ vãn mãi là di sản của dân tộc Việt Nam.
Có một số dòng tranh dân gian chính đã một thời cực thịnh và ngày nay còn lưu giữ được một phần, như:
- Tranh dân gian Đông Hồ (Bắc Ninh)
- Tranh Hàng Trống (Hà Nội)
- Tranh Kim Hoàng (Hà Tây)
- Tranh làng Sình (Huế)

### Dòng tranh dân gian Đông Hồ
Đọc bài: Tranh Đông Hồ

Chơi bịt mắt bắt dê

Nhắc tới tranh dân gian Việt Nam không thể không nói tới dòng tranh khắc gỗ Đông Hồ. Dòng tranh này ra đời từ khoảng thế kỷ 17 và phát triển cho đến nửa đầu thế kỷ 20 sau đó suy tàn dần. Mang trong mình những nét tinh túy riêng với những giá trị văn hóa to lớn. Những khác biệt của dòng tranh này so với cách dòng tranh khác được thể hiện từ những khâu như vẽ mẫu, khác bản in, sản xuất và chế biến màu cho đến in vẽ tranh. Đây là dòng tranh khắc ván, sử dụng ván gỗ để in tranh, tranh có bao nhiêu màu thì có bấy lần in.
Dòng tranh này có đề tài rất phong phú, nó phản ảnh hầu như tất cả những gì diễn ra trong cuộc sống, sinh hoạt thường ngày cũng như những mối quan hệ xã hội ở miền nông thôn Bắc Bộ. Từ những gì dân dã nhất như hái dừa, đánh ghen, gà trống,... cho tới những bức tranh thờ: Phú Quý, Nhân Nghĩa...
Do đề tài gần gũi tranh Đông Hồ đã được người dân đón nhận và sớm đi vào đời sống văn hoá của họ. Mỗi khi Tết đến dường như hầu hết các gia đình ở nông thôn miền Bắc đều có treo một vài tờ tranh Đông Hồ. Cùng với thời gian, với sức mạnh mang trong mình, tranh Đông Hồ ngày càng lan tỏa ra các vùng xung quanh, để rồi nó đã trở thành một phần không thể thiếu của đời sông văn hóa tinh thần của người dân.
Dù đã có thời gian đi vào lãng quên, nhưng ngày nay dòng tranh này vẫn còn giữ được những giá trị to lớn của nó. Tranh Đông Hồ vẫn tồn tại như là một biểu tượng văn hoá của người dân Việt.
Các tác phẩm: Gà mái, Bà Triệu, Thạch Sanh, Hứng dừa, Gà Đại Cát, Đám cưới chuột

### Dòng tranh Hàng Trống
Đọc bài: Tranh Hàng Trống

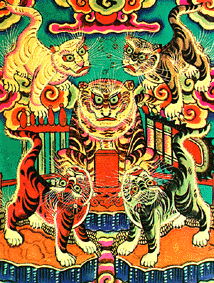
Tranh thờ Ngũ Hổ

Tranh Hàng Trống là một dòng tranh dân gian được làm chủ yếu ở các phố Hàng Trống, Hàng Nón... của Hà Nội. Dòng tranh này có nhiều điểm riêng biệt so với các dòng tranh dân gian khác.
Nhìn chung thì tranh Hàng Trống có phần nổi trội hơn về thể loại tranh thờ, do ảnh hưởng Phật giáo và Đạo giáo, với hình tượng tương đối giản dị mà thể hiện khả công phu, không bao giờ thiếu sắc thái uy vệ về ý nghĩa.
Tranh được tạo hình không giống tranh hiện đại mà cũng không giống tranh cổ điển. Với các gam màu chủ yếu là lam, hồng, đôi lúc có thêm lục, đỏ, da cam, vàng... Tỷ lệ được tạo không hề đúng với công thức chuẩn mà chỉ sao cho thật thuận mắt và ưa nhìn.
Khác với dòng tranh Đông Hồ, nó không được in tất cả bằng ván khắc mà chỉ in "một nửa", in những đường nét chính sau đó lại tô vẽ lại, cụ thể kỹ thuật tranh Hàng Trống kết hợp đường nét in đen từ bản khắc gỗ, với việc tô màu phẩm bằng tay, dùng bút mềm quệt phẩm nước, luôn luôn tạo được những chuyển sắc đậm nhạt tinh tế làm cho màu sắc rất uyển chuyển. Nhờ vậy, mà nó đáp ứng được đòi hỏi của khách mua tranh chốn kinh kỳ.
Các tác phẩm: Ngũ Hổ, Bịt mắt bắt dê, chợ quê, Phật Bà Quan Âm

### Tranh Kim Hoàng
Đọc bài: Tranh Kim Hoàng
Tranh Kim Hoàng là sản phẩm tranh ra đời từ sự hợp nhất 2 làng Kim Bảng và Hoàng Bảng vào năm Chính Hòa thứ 22 (1701). Dân làng thường làm tranh từ Rằm tháng 11 âm lịch cho tới Tết Nguyên Đán.
Điểm khác biệt của dòng tranh này là nó không sử dụng giấy in quyét điệp như tranh Đông Hồ mà cũng không sử dụng giấy xuyên như tranh Hàng Trống mà in trên giấy Đỏ, giấy Hồng Điều hay giấy Tàu vàng.

### Tranh làng Sình
Đọc bài: Tranh làng Sình
Nghề làm tranh tại làng Sình (nằm ven bờ sông Hương, Huế) đã ra đời không biết từ bao giờ, và tranh của làng đa phần phục vụ cho việc thờ cúng của người dân khắp vùng.
Tranh làng Sình chủ yếu là tranh phục vụ tín ngưỡng. Với khoảng hơn 50 đề tài tranh phản ảnh tín ngưỡng cổ sơ, người dân thờ tranh cầu mong người yên, vật thịnh... Tranh có nhiều cỡ khác nhau, ứng với nó là kiểu in vẽ cũng khác nhau. In tranh khổ lớn thì đặt bản khắc nằm ngửa dưới đất, dùng một chiếc phết là một mảnh vỏ dừa khô đập dập một đầu, quét màu đen lên trên ván in. Sau đó phủ giấy lên trên, dùng miếng xơ mướp xoa đều cho ăn màu rồi bóc giấy ra. Với tranh nhỏ thì đặt giấy từng tập xuống dưới rồi lấy ván in dập lên.
Bản in đen chờ cho khô thì đem tô màu. Màu tô của tranh làng Sình tuy không được tỉa tót và vờn đậm nhạt như tranh Hàng Trống, nhưng mỗi màu đều có chỗ cố định trên tranh, tạo nên sự hòa sắc phù hợp với ý nghĩa từng tranh.
Điểm nổi bật ở tranh làng Sình là đường nét và bố cục còn mang tính thô sơ chất phác một cách hồn nhiên. Nhưng nét độc đáo nhất của nó lại là ở chỗ tô màu. Khi đó nghệ nhân mới được thả mình theo sự tưởng tượng tự nhiên.